# Jerzy Chłopecki

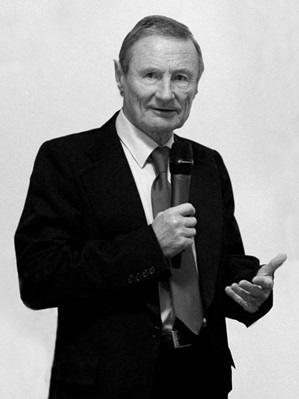
Prof. Jerzy Chłopecki

Jerzy Chłopecki (ur. 28 grudnia 1936 w Lidzie, zm. 21 stycznia 2014 w Lublinie) – polski socjolog i politolog, intelektualista, profesor w Wyższej Szkole Informatyki i Zarządzania w Rzeszowie, wieloletni Prorektor ds. Nauki na tej uczelni. Specjalista z zakresu socjologii ogólnej, socjologii mediów i socjologii polityki.
Był absolwentem studiów magisterskich i doktoranckich na Uniwersytecie Warszawskim, gdzie się habilitował. Jego wielką pasją było dziennikarstwo. Pełnił funkcję redaktora naczelnego wielu ogólnopolskich mediów, między innymi zlikwidowanego w stanie wojennym warszawskiego tygodnika „Ekran”. W połowie lat 90. był dyrektorem programowym Polskiego Radia Rzeszów. Jest autorem wielu książek m.in. „Rewolucja i postęp”, „Czas, świadomość, historia. Uwarunkowania potocznej świadomości czasu”, „Przestrzeń polityczna Polski. Konflikt i zmiana”, „Ciągłość, zmiana i powrót. Szkice z socjologii wychowania”. Jest autorem kilkudziesięciu artykułów naukowych, rozdziałów w monografiach oraz wielu tekstów publicystycznych. Był recenzentem wielu prac doktorskich i habilitacyjnych.
Został nagrodzony m.in. Srebrnym i Złotym Krzyżem Zasługi, Krzyżem Kawalerskim Orderu Odrodzenia Polski, Nagrodą Ministra Edukacji Narodowej, odznaką „Zasłużony Działacz Kultury” oraz Medalem Komisji Edukacji Narodowej. Prof. Chłopecki był znany ze swojej wielkiej miłości do muzyki i zwierząt (szczególnie koni i psów).

## Wybrana bibliografia
- 1975 – „Dobrobyt dla wszystkich”, Warszawa, PIW
- 1981 – „Rewolucje i postęp”, Warszawa, PIW
- 1986 – „Czas, świadomość, historia. Uwarunkowania potocznej świadomości czasu”, Rzeszów, Wyd. WSP
- 1988 – „Estetyka codzienności”, z A. Horbowskim, Rzeszów, Wyd. WSP
- 1990 – „Przestrzeń polityczna Polski: konflikt i zmiana”, Warszawa, Uniwersytet Warszawski, Instytut Gospodarki Przestrzennej
- 1997 – „Ciągłość, zmiana i powrót: szkice z socjologii wychowania”, Rzeszów, Wyd. WSP
- 1998 – „Raport o niepaństwowym szkolnictwie wyższym. Szkic na temat stanu aktualnego i jego genezy oraz niektóre propozycje zmian”, z T. Pomiankiem i S. Paszczyńskim, Wydawnictwo Wyższej Szkoły Informatyki i Zarządzania w Rzeszowie
- 1999 – „Nauki humanistyczne i społeczne: potrzebne czy zbędne?”, w: „Zeszyty Naukowe”, nr 4, s. 7–20.
- 2000 – „Pocztówki z Galicji”, Tyczyn, Wyd. Wyższej Szkoły Społeczno-Gospodarczej
- 2000 – „Socjologia: wybór tekstów”, Rzeszów, Wyd. WSIiZ
- 2002 – „Kwestia społeczna, problem społeczny, zmiana społeczna”, w: „Studia o gospodarce” nr 1, s. 15–28.
- 2003 – „Czas na sanację”, Rzeszów, Wyd. WSIiZ
- 2003 – „Współczesna wieża Babel”, z A. Siewierską-Chmaj, Rzeszów, Wyd. WSIiZ
- 2005 – „Media lokalne a demokracja lokalna”, z R. Polakiem, Rzeszów, Wyd. WSIiZ
- 2006 – „Uniwersytet, społeczeństwo, gospodarka”, Rzeszów, Wyd. WSIiZ

### Rozdziały w pracach zbiorowych
- Chłopecki J., Kryzys gospodarki czy kryzys ekonomii?, [w:] Społeczny wymiar kryzysu, red. B. Jałowiecki, S. Kapralski, Wydawnictwo Naukowe Scholar Spółka z o.o. s. 31–43
- Chłopecki J., Kłamstwo w życiu publicznym (s.22), [w:] Przekazy polityki, Konsorcjum Akademickie Kraków – Rzeszów – Zamość 2009
- Chłopecki J., Miejsca i ludzie. Esej częściowo osobisty, [w:] Poza barierą czasu i przestrzeni. Księga jubileuszowa dla Jerzego Chłopeckiego, pod red. A. Rozmusa, Rzeszów 2007
- Chłopecki J., Mandaryni i motłoch, [w:] „Uniwersytet, społeczeństwo, gospodarka”, pod red. Chłopeckiego J., Rzeszów 2006
- Chłopecki J., Studium przypadku z czterema komentarzami. [w:] Teoria, praktyka, etyka. O kształceniu dziennikarzy w Polsce i na świecie, pod red. A. Siewierskiej-Chmaj, Rzeszów 2005
- Chłopecki J., Czy jest dzisiaj możliwy uniwersytet?, [w:] J. Chłopecki, S. Paszczyński, T. Pomianek, W poszukiwaniu syntezy. O problemach szkolnictwa wyższego nie tylko w Polsce, Rzeszów 2004
- Chłopecki J., Bunt motłochu, [w:] J. Chłopecki, A. Hall, W. Misiąg, T. Pomianek, Rybiński K.I., Szczepański M.S., Śpiewak P., Czas na sanację, Rzeszów 2003
- Chłopecki J., Współczesna Wieża Babel, [w:] Współczesna Wieża Babel, pod red. J. Chłopeckiego, A Siewierskiej-Chmaj, Rzeszów 2003
- Chłopecki J., Disintegration or Transformation?, [w:] Russia – Continuation or Turning Point, Wyd. WSP, Rzeszów 1995
- Chłopecki J., Rosja – rozpad czy transformacja, [w:] Rosja. Kontynuacja czy punkt zwrotny, pod red. W. Bonusiaka, K. Z. Sowy, Wydawnictwo WSP, Rzeszów 1994
- Chłopecki J., Poziom życia – rzeczywistość i polityczna gra, [w:] Studia nad transformacją polskiej gospodarki, pod red. Marczuka S., Sowy K. Z., Wyd. WSP, Rzeszów 1993
- Chłopecki J., When Theft is Not Theft (współautor Firlit E.), [w:] The Unplanned Society. Poland During and After Communism, ed. Wedel J. R., Columbia University Press, New York 1992
- Chłopecki J., Państwowe przedsiębiorstwo w szarej gospodarce, [w:] Gospodarka nieformalna. Uwarunkowania lokalne i systemowe, pod red. K. Z. Sowy, w serii: Socjologiczne problemy społeczności lokalnych, t. 6, Rzeszów 1990

## Odznaczenia, nagrody i wyróżnienia
- 2003 – Medal Komisji Edukacji Narodowej
- 1989 – Nagroda Rektora WSP (indywidualna I stopnia)
- 1988 – Nagroda Ministra Edukacji Narodowej (indywidualna III stopnia)
- 1987 – Nagroda Rektora WSP (zespołowa II stopnia)
- 1986 – Medal oraz dyplom honorowy SDP za 25 lat pracy dziennikarskiej
- 1986 – Krzyż Kawalerski OOP
- 1984 – Zasłużony Działacz Kultury
- 1979 – Złoty Krzyż Zasługi
- 1969 – Srebrny Krzyż Zasługi

## Inne osiągnięcia naukowe i dydaktyczne
- Redaktor naczelny Czasopisma Elektronicznego BISTRO (www.bistro.edu.pl)
- Członek Rady Naukowej Europejskiego Instytutu Rozwoju Regionalnego i Lokalnego Uniwersytetu Warszawskiego – 1994 – 1996
- Członek Rady Programowej Finansowego Kwartalnika Internetowego e-finanse